# .nu
.nu е интернет домейн от първо ниво за островната държава Ниуе. Администрира се от Internet Users Society – Niue. Представен е през 1997 г.